# Кубок Европы по спортивной ходьбе 2011
Кубок Европы по спортивной ходьбе 2011 года прошёл 21 мая в городе Ольян (Португалия). Сильнейших выявляли взрослые спортсмены и юниоры до 20 лет (1992 года рождения и моложе). Были разыграны 10 комплектов медалей (по 5 в личном и командном зачёте).
На старт вышли 218 ходоков из 25 стран Европы (98 мужчин, 55 женщин, 36 юниоров и 29 юниорок). Соревнования проходили на трассе длиной в один километр, проложенной на побережье Атлантического океана.
Каждая команда могла выставить до четырёх спортсменов в каждый из взрослых заходов и до трёх в юниорских соревнованиях. Лучшие в командном зачёте определялись по сумме мест трёх лучших спортсменов среди взрослых и двух лучших — среди юниоров.

## Расписание
| Дата        | Время | Забег         |
| ----------- | ----- | ------------- |
| 21 мая 2011 | 07:42 | 50 км мужчины |
| 21 мая 2011 | 08:43 | 10 км юниоры  |
| 21 мая 2011 | 09:42 | 10 км юниорки |
| 21 мая 2011 | 16:29 | 20 км мужчины |
| 21 мая 2011 | 18:28 | 20 км женщины |

Время местное (UTC+1)

## Медалисты
Курсивом выделены участники, чей результат не пошёл в зачёт команды

### Мужчины и юниоры
| Дисциплина             | Золото                                                                                      | Золото      | Серебро                                                                              | Серебро     | Бронза                                                                                           | Бронза      |
| ---------------------- | ------------------------------------------------------------------------------------------- | ----------- | ------------------------------------------------------------------------------------ | ----------- | ------------------------------------------------------------------------------------------------ | ----------- |
| 20 км                  | Матей Тот [a] Словакия                                                                      | 1:23.53 [a] | Якуб Елёнек [a] Польша                                                               | 1:23.59 [a] | Бенхамин Санчес [a] Испания                                                                      | 1:24.12 [a] |
| 20 км (команды)        | Испания [b] · Бенхамин Санчес · Мигель Анхель Лопес · Франсиско Арсилья · Хосе Игнасио Диас | 24 очка     | Италия [b] · Джорджо Рубино · Маттео Джуппони · Федерико Тонтодонати · Даниэле Парис | 25 очков    | Франция [b] · Антонен Буайе · Кевин Кампьон · Эмманюэль Буле · Бертран Мулине                    | 34 очка     |
| 50 км                  | Денис Нижегородов Россия                                                                    | 3:45.58     | Марко Де Лука [c] Италия                                                             | 3:50.13 [c] | Кристофер Линке [c] Германия                                                                     | 3:52.56 [c] |
| 50 км (команды)        | Италия [d] · Марко Де Лука · Жан-Жак Нкулукиди · Лоренцо Десси · Теодорико Капоразо         | 16 очков    | Польша [d] · Артур Бжозовский · Рафал Аугустин · Михал Стасевич                      | 17 очков    | Испания [d] · Луис Мануэль Корчете · Мигель Анхель Прието · Ферран Кольядос · Клаудио Вильянуэва | 39 очков    |
| Юниоры 10 км           | Игорь Лященко Украина                                                                       | 41.26       | Хаген Поле Германия                                                                  | 41.36       | Дементий Чепарёв Россия                                                                          | 41.58       |
| Юниоры 10 км (команды) | Украина · Игорь Лященко · Александр Вербицкий · Игорь Пузанов                               | 5 очков     | Россия · Дементий Чепарёв · Павел Паршин · Дамир Байбиков                            | 8 очков     | Германия · Хаген Поле · Марцель Лемберг                                                          | 12 очков    |

a  Станислав Емельянов из России, выигравший заход на 20 км с результатом 1:23.27, получил допинговую дисквалификацию на основании показателей биологического паспорта.

b  Мужская сборная России потеряла командную победу на дистанции 20 км из-за допинговых дисквалификаций Станислава Емельянова, Владимира Канайкина и Сергея Морозова.

c  Игорь Ерохин из России, занявший второе место на дистанции 50 км с результатом 3:49.05, получил допинговую дисквалификацию на основании показателей биологического паспорта.

d  Мужская сборная России потеряла командную победу на дистанции 50 км из-за допинговой дисквалификации Игоря Ерохина.

### Женщины и юниорки
| Дисциплина              | Золото                                                                    | Золото   | Серебро                                                                     | Серебро     | Бронза                                                                                  | Бронза      |
| ----------------------- | ------------------------------------------------------------------------- | -------- | --------------------------------------------------------------------------- | ----------- | --------------------------------------------------------------------------------------- | ----------- |
| 20 км                   | Вера Соколова Россия                                                      | 1:30.02  | Элиза Ригаудо [e] Италия                                                    | 1:30.55 [e] | Мария Васко [e] Испания                                                                 | 1:31.41 [e] |
| 20 км (команды)         | Испания [e] · Мария Васко · Мария Хосе Повес · Юлия Такач · Лорена Луакес | 19 очков | Португалия [e] · Сусана Фейтор · Инеш Энрикеш · Ана Кабесинья · Вера Сантуш | 32 очка     | Италия [e] · Элиза Ригаудо · Федерика Ферраро · Элеонора Джорджи · Антонелла Пальмизано | 44 очка     |
| Юниорки 10 км           | Елена Лашманова Россия                                                    | 43.10    | Светлана Васильева Россия                                                   | 44.02       | Кейт Вил Ирландия                                                                       | 46.32       |
| Юниорки 10 км (команды) | Россия · Елена Лашманова · Светлана Васильева · Ольга Дубровина           | 3 очка   | Италия · Анна Клементе · Федерика Курьяцци · Сара Лопарко                   | 9 очков     | Чехия · Анежка Драготова · Элишка Драготова                                             | 19 очков    |

e  Результат Аниси Кирдяпкиной, ставшей второй в заходе на 20 км (1:30.41), был аннулирован в 2019 году на основании показателей биологического паспорта. С учётом допинговой дисквалификации другой спортсменки, Анны Лукьяновой (11-е место, 1:33.27), объявленной в 2016 году, у сборной России не осталось трёх зачётных результатов и она потеряла победу в командном первенстве. Третье командное место изначально заняла сборная Украины, но после допинговой дисквалификации Елены Шумкиной (20-е место, 1:36.20) опустилась на четвёртое место.